# 中华人民共和国国务院总理办公室
中华人民共和国国务院总理办公室，位于北京市中南海，是为中华人民共和国国务院总理服务的日常办事机构。

## 沿革
1950年代初，中央人民政府政务院（1954年改为中华人民共和国国务院）设有总理办公室，秘书最多时为17人。1957年底，进行了第一次大精简，留下包括正、副主任在内的9个秘书，1958年4月就位。后几经精简，到1957年、1958年时仅留下六、七个人。秘书一般按照外事、文教、政法、经济、军事等进行分工。1965年，为开展“机关革命化”，总理办公室从国务院的建制中撤销（1965年1月4日闭幕的第一届全国人大第三次会议通过了有关决议），在中南海西花厅（总理周恩来居住地）改设总理值班室，秘书仅两、三人。
1988年4月李鹏出任国务院总理后，正式恢复总理办公室。

## 历任领导
国务院总理办公室主任
1. 张唯一（1950年9月—1954年9月）
2. 齐燕铭（1954年11月—1958年4月，国务院副秘书长兼）
3. 童小鹏（1958年4月—1965年）
4. 姜云宝（1991年12月—1998年3月）
5. 李　伟（1998年3月—2003年3月）
6. 丘小雄（2003年4月—2011年5月）
7. 项兆伦（2011年5月—2013年1月）[4]
8. 石　刚（2013年7月—？）
9. 康旭平（2023年—）